# Cantón de Génolhac
El cantón de Génolhac era una división administrativa francesa, que estaba situada en el departamento de Gard y la región de Languedoc-Rosellón.

## Composición
El cantón estaba formado por once comunas:
- Aujac
- Bonnevaux
- Chambon
- Chamborigaud
- Concoules
- Génolhac
- La Vernarède
- Malons-et-Elze
- Ponteils-et-Brésis
- Portes
- Sénéchas

## Supresión del cantón de Génolhac
En aplicación del Decreto nº 2014-232 de 24 de febrero de 2014, el cantón de Génolhac fue suprimido el 22 de marzo de 2015 y sus 11 comunas pasaron a formar parte del nuevo cantón de La Grand-Combe.